# Morti nel 1515
| Questa pagina contiene informazioni ricavate automaticamente dalle voci biografiche con l'ausilio del template Bio e di un bot. L'aggiornamento è periodico e automatico e ricostruisce completamente la pagina. Se manca una persona in questa lista, sei pregato di non aggiungerla, ma accertati piuttosto che la sua voce biografica contenga il template Bio e che i dati anagrafici siano correttamente compilati. Se il template Bio manca, inseriscilo tu stesso o, in alternativa, metti l'avviso {{tmp\|Bio}} che ne segnala la mancanza. Se i dati riportati sono sbagliati, correggi direttamente la voce biografica; le modifiche saranno visibili in questa lista entro pochi giorni. Per chiarimenti vedi il progetto biografie. La lista contiene solo le 50 persone che sono citate nell'enciclopedia e per le quali è stato implementato correttamente il template Bio. Pagina aggiornata al 18 giu 2025. |

- 1º gennaio - Luigi XII di Francia, sovrano francese (n. 1462)
- 20 gennaio - Ettore Fieramosca, condottiero italiano (n. 1476)
- 24 gennaio - Paola Gambara Costa, nobildonna e beata italiana (n. 1463)
- 6 febbraio - Aldo Manuzio, editore, grammatico e umanista italiano
- 8 febbraio - Guglielmo I d'Assia, nobile (n. 1466)
- 11 febbraio - Giorgio di Sofia il Nuovo, bulgaro
- 21 febbraio - Giacomo Colombo, navigatore italiano (n. 1468)
- 4 marzo - Dukakinoğlu Ahmed Pascià, politico e militare ottomano
- 8 aprile - Anselmo da Bologna, religioso e diplomatico italiano
- 14 aprile - Galeazzo Sforza, nobile italiano (n. 1469)
- 29 giugno - Contessina de' Medici, nobildonna italiana (n. 1478)
- 30 giugno - Benedetta da Vimercate, religiosa italiana
- 1º luglio - Giovanni Giocondo, umanista e architetto italiano
- 4 settembre - Barbara di Hohenzollern, duchessa (n. 1464)
- 9 settembre - Giuseppe di Volokolamsk, monaco cristiano e religioso russo (n. 1440)
- 14 settembre - Chiappino Orsini, condottiero italiano
- 14 settembre - Rodolfo di Salis, mercenario svizzero
- 15 settembre - Carlo I de La Trémoille, nobile e condottiero francese (n. 1485)
- 2 ottobre - Barbara Zápolya, sovrana (n. 1495)
- 7 ottobre - Bartolomeo d'Alviano, condottiero e politico italiano (n. 1455)
- 16 ottobre - Scipione Forteguerri, grammatico e umanista italiano (n. 1466)
- 3 novembre - Diebold Schilling il Giovane, storico svizzero
- 5 novembre - Mariotto Albertinelli, pittore italiano (n. 1474)
- 18 novembre - Giampietro Gonzaga, nobile italiano (n. 1469)
- 19 novembre - Claudina di Monaco, monegasca (n. 1451)
- 2 dicembre - Gonzalo Fernández de Córdoba, generale e politico spagnolo (n. 1453)
- 16 dicembre - Alfonso de Albuquerque, esploratore e militare portoghese
- Jacques Almain, teologo francese (n. 1480)
- Ayşe Sultan, principessa ottomana (n. 1465)
- Cantalicio, vescovo cattolico e umanista italiano
- Giacomo Cozzarelli, scultore, architetto e pittore italiano (n. 1453)
- Giovanni Dalmata, scultore dalmata
- Giovanni da Prato, vescovo cattolico italiano
- Antoon II Keldermans, architetto belga
- Pietro Lombardo, scultore e architetto svizzero
- Giovanni Musachi, nobile albanese
- Nezahualpilli, re (n. 1464)
- Alonso de Ojeda, esploratore e navigatore spagnolo
- Giulio Orsini, condottiero italiano
- Anton Pilgram, scultore e architetto boemo (n. 1460)
- Galeazzo Porro, tipografo e incisore italiano
- Michele Riccio, nobile e storico italiano (n. 1445)
- Autilia Scala, veggente italiana
- Sofronio di Sofia, santo bulgaro
- Stefano Taleazzi, arcivescovo cattolico, oratore e teologo italiano
- Agostino Vespucci, funzionario italiano (n. 1462)
- John Wastell, architetto britannico (n. 1460)
- Abraham Zacuto, storico, astronomo e matematico spagnolo (n. 1452)
- Juan de Esquivel, esploratore spagnolo (n. 1480)
- Luchina della Rovere, nobildonna italiana (n. 1451)